# Maratus michaelseni
Maratus michaelseni es una especie de araña del género Maratus, familia Salticidae. Fue descrita científicamente por Simon en 1909.
Habita en Australia (Australia Occidental).